# EPOC
EPOC är ursprungligen ett antal operativsystem utvecklade av företaget Psion för bärbara enheter, främst för handdatorer och mobiltelefoner. Version nummer 6 av EPOC fick namnet Symbian.